# Juan Alberto Puiggari
Juan Alberto Puiggari (ur. 21 listopada 1949 w Buenos Aires) – argentyński duchowny katolicki, arcybiskup Parany w latach 2011–2025.

## Życiorys
Święcenia kapłańskie otrzymał 13 listopada 1976 i został inkardynowany do archidiecezji Paraná. Pracował przede wszystkim w archidiecezjalnym seminarium, gdzie wykładał przedmioty filozoficzne. W latach 1992–1997 był także rektorem tejże uczelni.

### Episkopat
20 lutego 1998 papież Jan Paweł II mianował go biskupem pomocniczym archidiecezji Paraná, ze stolicą tytularną Turuzi. Sakry biskupiej udzielił mu 8 maja 1998 w miejscowej katedrze ówczesny arcybiskup Parany – Estanislao Esteban Karlic. On też powierzył mu dalsze sprawowanie funkcji rektora seminarium.
7 czerwca 2003 Jan Paweł II mianował go biskupem diecezji Mar del Plata. Ingres odbył się 10 sierpnia 2003.
4 listopada 2010 został mianowany arcybiskupem metropolitą Parany.  Uroczyste objęcie diecezji nastąpiło 7 marca 2011.
28 maja 2025 papież Leon XIV przyjął jego rezygnację z urzędu arcybiskupa metropolity Parany złożoną ze względu na wiek.